# Lake Waukomis
Lake Waukomis és una població dels Estats Units a l'estat de Missouri. Segons el cens del 2000 tenia 917 habitants.

## Demografia
Segons el cens del 2000, Lake Waukomis tenia 917 habitants, 419 habitatges, i 299 famílies. La densitat de població era de 1.311,3 habitants per km².
Dels 419 habitatges en un 19,3% hi vivien nens de menys de 18 anys, en un 62,1% hi vivien parelles casades, en un 6,4% dones solteres, i en un 28,6% no eren unitats familiars. En el 24,8% dels habitatges hi vivien persones soles l'11% de les quals corresponia a persones de 65 anys o més que vivien soles. El nombre mitjà de persones vivint en cada habitatge era de 2,19 i el nombre mitjà de persones que vivien en cada família era de 2,58.
Per edats la població es repartia de la següent manera: un 16,1% tenia menys de 18 anys, un 4,6% entre 18 i 24, un 24,8% entre 25 i 44, un 35,1% de 45 a 60 i un 19,4% 65 anys o més.
L'edat mediana era de 48 anys. Per cada 100 dones de 18 o més anys hi havia 90,3 homes.
La renda mediana per habitatge era de 60.357 $ i la renda mediana per família de 69.375 $. Els homes tenien una renda mediana de 51.190 $ mentre que les dones 35.878 $. La renda per capita de la població era de 30.840 $. Cap de les famílies i l'1% de la població estaven per davall del llindar de pobresa.

## Poblacions més properes
El següent diagrama mostra les poblacions més properes.